# Ducado de Châteauvillain
Ducado de Châteauvillain fue un título nobiliario del Reino de Francia.

## Historia del título
En 3 de abril de 1703, el rey Luis XIV de Francia otorgó a su hijo legitimado, Luis Alejandro de Borbón, el Ducado de Châteauvillain, hereditario y con grandeza de Francia (Par de Francia). Se extinguió en 1790 tras la abolición de los títulos nobiliarios del antiguo régimen durante la I República francesa. 
Durante el primer mandato de Luis XVIII en 1814 se restauran los títulos del antiguo régimen hasta 1824 durante el periodo de los 100 días en que Napoleón Bonaparte recuperó el poder. 
En 1848 se proclama la Segunda República Francesa y se vuelven a abolir todos los títulos nobiliarios. Durante el II Imperio de Napoleón III se vuelven a reconocer hasta 1870 tras proclamarse la III República. 

### Duques de Châteauvillain (desde 1703)
|                                  | Titular                          | Periodo                          |
| Creación por Luis XIV de Francia | Creación por Luis XIV de Francia | Creación por Luis XIV de Francia |
| -------------------------------- | -------------------------------- | -------------------------------- |
| I                                | Luis Alejandro de Borbón         | 1703-1737                        |
| II                               | Luis Juan María de Borbón        | 1737-1790                        |
| III                              | María Adelaida de Borbón         | 1814-1828                        |

## Historia de la localidad
Châteauvillain  es una población y comuna francesa, en la región de Champaña-Ardenas, departamento de Alto Marne, en el distrito de Chaumont. Es el chef-lieu del cantón de su nombre.